# NGC 3851
NGC 3851 est une galaxie lenticulaire située dans la constellation du Lion. NGC 3851 a été découverte par l'astronome britannique John Herschel en 1827.

## Caractéristiques
Sa vitesse par rapport au fond diffus cosmologique est de 6 656 ± 23 km/s, ce qui correspond à une distance de Hubble de 98,2 ± 6,9 Mpc (∼320 millions d'al).
À ce jour, deux mesures non basées sur le décalage vers le rouge (redshift) donnent une distance de 114,500 ± 2,121 Mpc (∼373 millions d'al), ce qui est à l'intérieur des valeurs de la distance de Hubble.

## Amas du Lion
Comme plusieurs des galaxies voisines, NGC 3851 fait partie de l'amas de galaxies du Lion (Abell 1367),.